# Romano Battisti

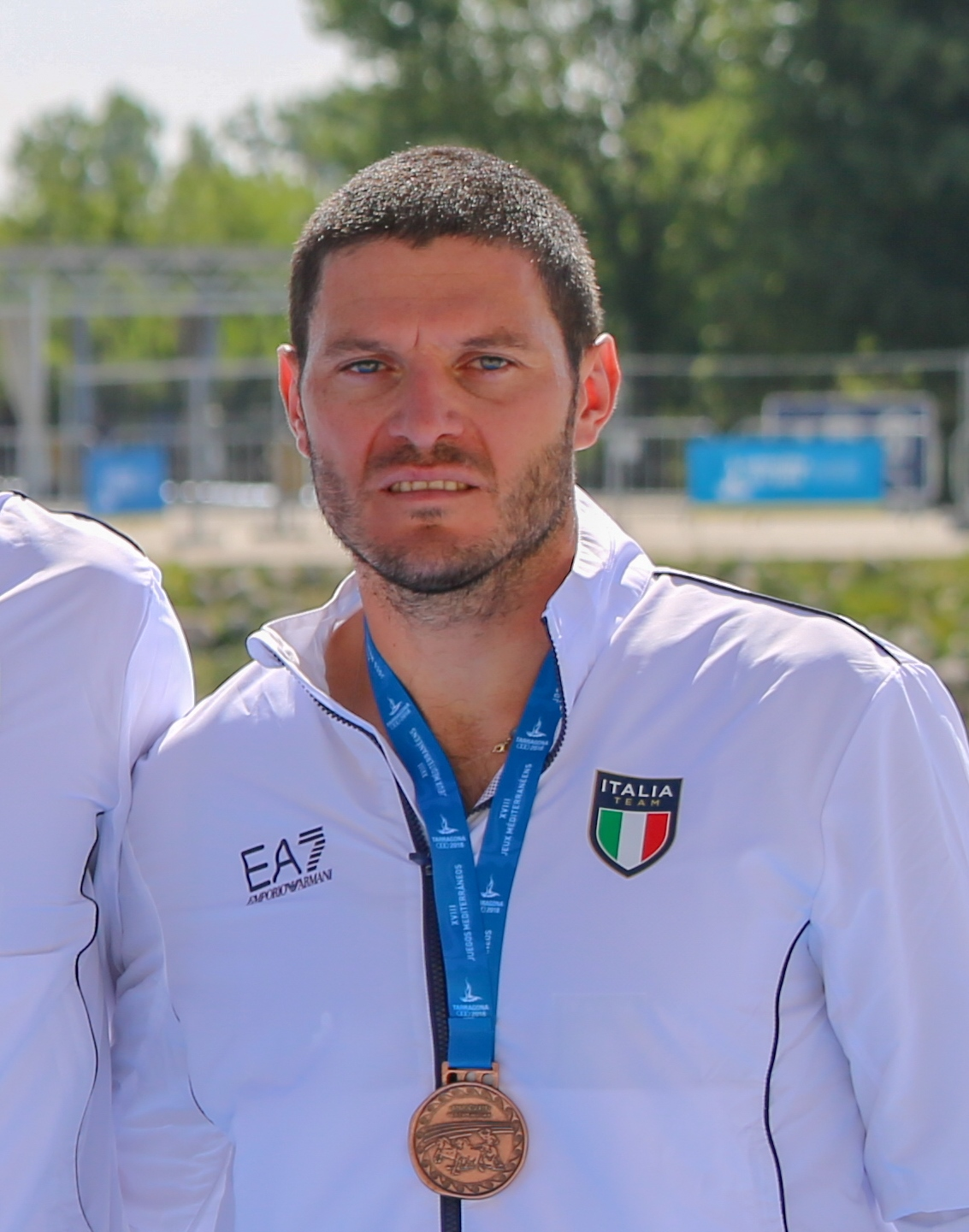
Romano Battisti, 2018

Romano Battisti (* 21. August 1986 in Priverno) ist ein italienischer Ruderer.
Battisti gewann 2006 eine Bronzemedaille im Achter bei den U23-Weltmeisterschaften. 2007 und 2008 wurde er U23-Weltmeister im Vierer mit Steuermann. Bei den Europameisterschaften 2008 gewann er die Silbermedaille im Vierer ohne Steuermann. Im Jahr darauf trat Battisti im Weltcup in Zweier-Booten an, so gewann er in Luzern seine erste Weltcupregatta im Zweier mit Steuermann in einem Rennen mit nur zwei teilnehmenden Booten. Bei den Weltmeisterschaften 2009 belegte er mit dem italienischen Achter den sechsten Platz, bei den Europameisterschaften 2009 ruderte er mit dem Achter auf den fünften Platz. Nach einer enttäuschenden Weltcup-Saison 2010 belegte er mit dem italienischen Achter den sechsten Platz bei den Europameisterschaften. Im Jahr darauf trat er bei den Europameisterschaften 2011 im Doppelzweier an und erreichte mit Domenico Montrone den sechsten Platz.
2012 gelang Battisti im Doppelzweier zusammen mit dem zehn Jahre älteren Alessio Sartori als Sieger der letzten Olympiaqualifikation in Luzern doch noch der Sprung zu den Olympischen Spielen in London. Bei der Olympiaregatta auf dem Dorney Lake erkämpften Sartori und Battisti die Silbermedaille hinter den Neuseeländern Nathan Cohen und Joseph Sullivan. Sechs Wochen nach den Olympischen Spielen siegten bei den Europameisterschaften die kroatischen Brüder Martin und Valent Sinković vor Sartori und Battisti.
Seinen ersten internationalen Titel gewann Romano Battisti im Doppelzweier zusammen mit Francesco Fossi bei den Europameisterschaften 2013. Bei den Weltmeisterschaften 2013 siegte der norwegische Doppelzweier vor dem Boot aus Litauen, Battisti und Fossi erhielten die Bronzemedaille. Im Jahr darauf gewannen die Gebrüder Sinkovic den Titel bei den Weltmeisterschaften 2014 vor Battisti und Fossi. Bei den Olympischen Spielen 2016 erreichten Battisti und Fossi den vierten Platz.
Bei den Europameisterschaften 2017 ruderte Battisti im Doppelvierer und gewann zusammen mit Andrea Panizza, Giacomo Gentili, Emanuele Fiume die Bronzemedaille.